# Edward Quintal
Edward Quintal (1800-8 de septiembre de 1841) fue un gobernante de la isla Pitcairn del clan Quintal. Fue el primer magistrado de la isla Pitcairn.

## Biografía
Edward Quintal nació en 1800 en la isla Pitcairn. Era hijo de uno de los amotinados del HMS Bounty, Matthew Quintal, y de la mujer tahitiana Teraura. El 4 de marzo de 1819, se casó con Dinah Adams, hija de otro amotinado, John Adams, y una mujer tahitiana llamada Vahineatua. En 1833, el «presidente de la Mancomunidad», Joshua Hill, nombró a Edward como el alcalde de Pitcairn. Hill dirigió su atención a Quintal cuando llegó por primera vez a Pitcairn en 1832. Edward era un hombre honesto, pero severo y directo. Su carácter duro era muy conocido en la isla. Una vez, en una disputa con John Evans, que era muy bajo, Quintal levantó a Evans por encima de su cabeza y lo arrojó a un pocilga, lo que lo hirió gravemente.
Edward era un ferviente partidario de Hill y lo apoyó hasta su expulsión de la isla en 1838.
Después de la expulsión de Hill, Edward Quintal I se convirtió en el primer capitán en jefe de la isla Pitcairn, y ocupó este cargo desde 1838 hasta 1839.
Durante su reinado mantuvo una posición conservadora, oponiéndose a la llegada de los británicos Buffett, Evans y Nobbs a la isla. Le molestaba su papel de liderazgo en Pitcairn, ya que creía que el liderazgo de la isla debería estar en manos de los pueblos indígenas de Pitcairn. Murió el 8 de septiembre de 1841. Fue sucedido por su medio hermano Arthur Quintal.

## Familia
Edward Quintal estaba casado con Dinah Adams. Tuvieron diez hijos:
- William Quintal (1817-6 de julio de 1905).
- Martha Quintal (1822-25 de diciembre de 1893).
- Edward Quintal (31 de octubre de 1824-5 de enero de 1856).
- Abraham Blatchley Quintal (31 de enero de 1827-20 de septiembre de 1910).
- Louise Quintal (7 de marzo de 1829-5 de febrero de 1873).
- Nancy Quintal (6 de junio de 1831-24 de diciembre de 1853).
- Susan Quintal (5 de noviembre de 1833-18 de febrero de 1917).
- Henry Joshua Quintal (17 de enero de 1836-16 de julio de 1873).
- Caleb Quintal (5 de septiembre de 1837-7 de mayo de 1873).
- Joseph Napoleon Quintal (7 de diciembre de 1839-2 de octubre de 1841).